# Centrum pro transfer technologií Masarykovy univerzity
Centrum pro transfer technologií (CTT) Masarykovy univerzity (MUNI) představuje důležitou spojnici mezi univerzitním výzkumem a komerčními partnery. Toto centrum je zodpovědné za nakládání s duševním vlastnictvím univerzity a zajišťuje veškerý servis spojený s jeho ochranou a uplatněním v praxi, například formou prodeje licencí.

## Vznik
Centrum pro transfer technologií vzniklo jako pracoviště Masarykovy univerzity v lednu 2005 za účelem vytvoření institucionálního zázemí pro nakládání s duševním vlastnictvím univerzity. V roce 2012 získala univerzita 55 milionů korun z Operačního programu Výzkum a vývoj pro inovace, jehož cílem bylo zprofesionalizovat podporu výzkumníků při hledání konkrétního uplatnění výstupů vědecké činnosti. Projekt skončil v květnu 2015, v jeho průběhu byly poskytnuty stovky konzultací vědcům i firmám, vytvořeno či právně ošetřeno přes 300 smluv, univerzita podala 30 národních patentových přihlášek (20 patentů bylo uděleno), 11 mezinárodních patentových přihlášek (7 patentů uděleno) či 32 přihlášek užitných vzorů (30 zapsáno). V souvislosti s konkrétními výsledky (např. know-how, vynálezy nebo software) univerzita v letech 2012–2015 prodala celkem 13 licencí.

## Činnost
CTT je kontaktním bodem pro průmyslové partnery, kteří mají zájem o spolupráci s Masarykovou univerzitou formou sdílení univerzitních hi-tech laboratoří, nebo formou kontrahovaného výzkumu s vědeckými pracovníky a zaměstnanci. Od roku 2015 je Masarykova univerzita plnohodnotným členem Svazu průmyslu a dopravy ČR. Kontaktním místem SP ČR je Centrum pro transfer technologií.
CTT MU pomáhá vědcům a zaměstnancům univerzity ochraňovat duševní vlastnictví, identifikuje jeho komerční potenciál a poskytuje asistenci při zakládání spin-off společností. Zajišťuje výukovou činnost a pořádání odborných akcí sloužících ke vzdělávání odborníků i veřejnosti v problematice transferu technologií a nakládání s duševním vlastnictvím.
CTT v současné době spravuje více než 120 patentových přihlášek, udělených patentů nebo užitných vzorů. Nabídka technologií k licencování je dostupná online na webu CTT.
CTT se věnuje i propagaci výzkumných aktivit Masarykovy univerzity. Od roku 2007 vydává dvojjazyčný zpravodaj INTERFACE, který vychází v elektronické i tištěné podobě, a to zpravidla dvakrát ročně.
Na konci dubna 2017 pořádalo CTT už druhé Business Research Forum Masarykovy univerzity. Akce v pavilonu CEITEC je pravidelně největším setkáním univerzity prezentujícím výsledky její vědy a výzkumu se zaměřením na aplikace. Během slavnostního ceremoniálu univerzita odměnila za spolupráci dvaadvacet firem. Třetí ročník Business Research Fora je chystán na 25. dubna 2019.

### Úspěchy
Mezi největší úspěchy CTT patří prodej licence na technologii plazmové trysky společnosti Nano Fusion, navázání spolupráce mezi softwarovou společností Corinth a katedrou biologie PdF MU při vytváření interaktivních vzdělávacích aplikací, nebo spolupráce se společností Generi Biotech. Úspěšná je i spolupráce Fakulty sportovních studií MU s výrobcem obuvi Boty J Hanák R, kteří společně vyvíjejí biomechanickou obuv pro zdravější chůzi.
V roce 2010 byla spolupráce, zprostředkovaná CTT MU, mezi ústavem fyzikální elektroniky PřF MU a společností TONAK oceněna 1. místem v soutěži Nejlepší spolupráce roku.
Od roku 2017 má Masarykova univerzita zapsanou ochrannou známku „Testováno v Antarktidě“. Univerzita ji může prostřednictvím CTT udělit na technologie či výrobky, které byly testovány a obstály v extrémních podmínkách na České vědecké stanici J. G. Mendela na ostrově Jamese Rosse na Antarktidě. V témže roce odjíždí vědecká expedice s první várkou výrobků k testování. K projektu univerzita spustila i speciální web, kde se firmy i spotřebitelé dozví podrobnosti o této ochranné známce.